# Гинтер Шабовски
Гинтер Шабовски (4. јануар 1929 — 1. новембар 2015) је био немачки политичар и новинар, широј јавности најпознатији по томе што је грешком раније најавио ступање нових путних прописа за грађане Источне Немачке, што је по некима убрзало пад Берлинског зида. У Источној Немачкој је од 1978. до 1985. био главни уредник новина Нова Немачка, а након 1989. је постао први секретар владајуће Јединствене социјалистичке партије (SED) за округ Источни Берлин. Био је и члан Централног комитета и политбироа SED-а од 1981. до гашења 1989. На позицију секретара за информисање је ступио 6. новембра 1989. 

## Биографија
Са места секретара за информисање је у четвртак увече, 9. новембра 1989. у згради у Mohrenstrasse-у одржао конференцију за новинаре, на којој је направио чувену грешку по којој је постао познат широм света. На конференцији је читао са папира који је садржао нове прописе за грађане ДДР-а приликом путовања у западне државе. Он сам је пропустио састанак Централног комитета о коме се дискутовало о њима. Егон Кренц, шеф државе Источне Немачке, је Шабовском дао прописе око сат и по уочи конференције за медије, на којој су требали бити саопштени. На новинарско питање о томе када прописи ступају на снагу је збуњено реаговао, с обзиром да их је добио практично пре сат времена, и није се у потпуности упознао са њиховим садржајем. Након кратког прелиставања је прокоментарисао: "Колико сам ја упознат са тим, ступају одмах, без одлагања" (Das tritt nach meiner Kenntnis... ist das sofort... unverzüglich). Прописи су заправо требали да ступе на снагу сутрадан, 10. новембра. Ова изјава, која је била пренесена у директном ТВ преносу, је изазвала огромну навалу грађана ДДР-а на границу са Западним Берлином, па су граничари били приморани да отворе зид после пар сати.
Након поновног уједињења Немачке је 1991. започет велики судски процес због наредбе слободног пуцања (немачки: Schießbefehl) приликом покушаја преласка Берлинског зида, која је била на снази од 1960. до 1989, и која је довела до неколико стотина смртних случајева. У склопу Политбиро процеса који је почео 1992, Шабовски и Гинтер Клајбер су 25. августа 1997. осуђени на 3 године затвора, а Егон Кренц на 6 и по. Савезни суд је пресудио да су њих тројица одговорни за злочине као посредни саучесници. Иако је упутио жалбу Савезном суду везану за правне основе пресуде, признао је своју моралну кривицу за смрти код Берлинског зида. Жалба суду није успела, па је децембра 1999. започео служење затворске казне. Пуштен је на слободу заједно са Клајбером годину дана касније, 2. децембра 2000, након што их је 7. септембра те године тадашњи градоначелник Берлина, Еберхард Дипген, амнестирао.
У каснијем периоду живота је постао веома критичан према себи и својим поступцима у ДДР-у, а критиковао је и бивше колеге из Политбироа, као и уопштено совјетски стил социјализма. Поново је почео да ради као новинар, и од 1992. до 1999. је био уредник локалног недељника Heimat-Nachrichten, ког је у Ротенбургу на Фулди основао са новинаром из бивше Западне Немачке. Ангажовао се и у политичкој кампањи за Хришћанско-демократску унију (CDU), што је наишло на оштру реакцију од стране неких његових бивших партијских колега из ДДР-а. Они су га прозвали вијоглава (немачки: Wendehals), по птици која може да окрене своју главу за скоро 180 степени. Тај надимак се у Немачкој популарно користи за ругање комунистима који су постали капиталисти.
Последње године свог живота је, по речима његове супруге Ирине, након неколико срчаних удара и шлогова провео у старачком дому у Берлину. Такође је боловао и од дијабетеса. Након дуге болести је са 86 година преминуо 1. новембра 2015. ујутру. Са својом супругом, која је била руског порекла, и радила као ТВ новинар, је имао два сина.